# Челтнам
Челтнам (енгл. Cheltenham) је град у Уједињеном Краљевству у Енглеској. Према процени из 2007. у граду је живело 105.315 становника.

## Становништво
Према процени, у граду је 2008. живело 105.315 становника.
| 1981.  | 1991.  | 2001.  |
| ------ | ------ | ------ |
| 87,188 | 91,301 | 98,875 |